# Анна Вітлок
Анна Вітлок (швед. Anna Whitlock; 13 червня 1852, Стокгольм — 16 червня 1930, там же) — шведська журналістка, педагогиня-реформаторка жіночої освіти, суфражистка та феміністка.

## Життєпис
Народилася в сім'ї торговця. Освіту здобула в жіночій семінарії в Стокгольмі. У 1869—1870 роках вчителювала, працювала гувернанткою в Фінляндії в 1870—1872 роках. У 1875 році закінчила Королівську жіночу вчительську семінарію. З 1876 по 1878 роки вивчала мову і педагогіку у Швейцарії, Італії та Франції.
У 1878 році заснувала в Стокгольмі школу для дівчаток. З 1893 року спільно з Елен Кей (Ellen Key) реорганізувала школу в установу з спільним навчанням, де робився акцент на викладанні природничих наук для дівчаток і гуманітарних знань для хлопчиків. У школі використовувалися нові методи навчання: студентське самоврядування, різноманітність теоретичних і практичних робіт. У школі дотримувалися принципів свободи віросповідання.
Громадська діячка. Була співзасновницею, членкинею ради і двічі головою Національної шведської асоціації з виборчого права жінок (1903—1907 і 1911—1912).
Співпрацювала з газетою «Aftonbladet».
Померла 16 червня 1930 року. Похована на Північному кладовищі Стокгольма.

## Нагороди
- Нагороджена шведською королівською медаллю Ілліс кворум (1918).